# الطوابع البريدية والتاريخ البريدي للفجيرة
أدارت المملكة المتحدة العلاقات الخارجية لإمارات الساحل المتصالح نتيجة لمعاهدة «الاتفاقية الحصرية» لعام 1892، بما في ذلك إدارة البريد والبرق - حيث تكن هذه الإمارات منتمية للاتحاد البريدي العالمي. افتتحت حكومة الهند أول مكتب بريد في دبي في عام 1941. وفي عام 1948، وتولت إدارته وتشغيله الوكالات البريدية البريطانية في شرق شبه الجزيرة العربية، وهي شركة تابعة لمكتب البريد العام. كانت الطوابع في ذلك الوقت عبارة عن طوابع بريطانية مقابل رسوم إضافية بقيمة الروبية، حتى عام 1959، حيث أصدرت مجموعة من طوابع بريدية تحمل اسم «الإمارات المتصالحة» من دبي.
في عام 1963، تنازلت المملكة المتحدة عن مسؤوليتها عن الأنظمة البريدية في الإمارات المتصالحة إلى حكام الإمارات المتصالحة. لذا أصدرت إمارة الفجيرة أول طوابعها البريدية في سنة 1964.
كان عدد الطوابع التي أصدرت عن إمارة الفجيرة ووثقتها المصادر المختلفة هي 1545 طابعا حسب كتالوج ميشيل 2006 1451 طابعا حسب "Oh My Gosh Publishing" 1508 طابعا حسب موقع دليل طوابع الإمارات المتصالحة. وكانت الكثير من الإصدارات عبارة عن طوابع الكثبان الرملية. وكان الإصدار الأول بتاريخ 22 سبتمبر 1964 والإصدار الأخير في 1 أغسطس 1972 واستمر التوزيع حتى أبريل 1973. بعدها اعتمدت الطوابع الصادرة عن الإمارات العربية المتحدة بعد إعلان استقلال واتحاد الإمارات العربية المتحدة.